# 夸肯布什山
夸肯布什山（英語：Mount Quackenbush）是南極洲的山峰，位於奧次地，處於佩卡姆冰川以西的伯德冰川北岸，海拔高度2,435米，由美國南極名稱諮詢委員命名，現時由南極條約體系管理。